# Auriac-du-Périgord
Auriac-du-Périgord is een gemeente in het Franse departement Dordogne (regio Nouvelle-Aquitaine) en telt 402 inwoners (2004). De plaats maakt deel uit van het arrondissement Sarlat-la-Canéda.

## Geografie
De oppervlakte van Auriac-du-Périgord bedraagt 18,9 km², de bevolkingsdichtheid is 21,3 inwoners per km².

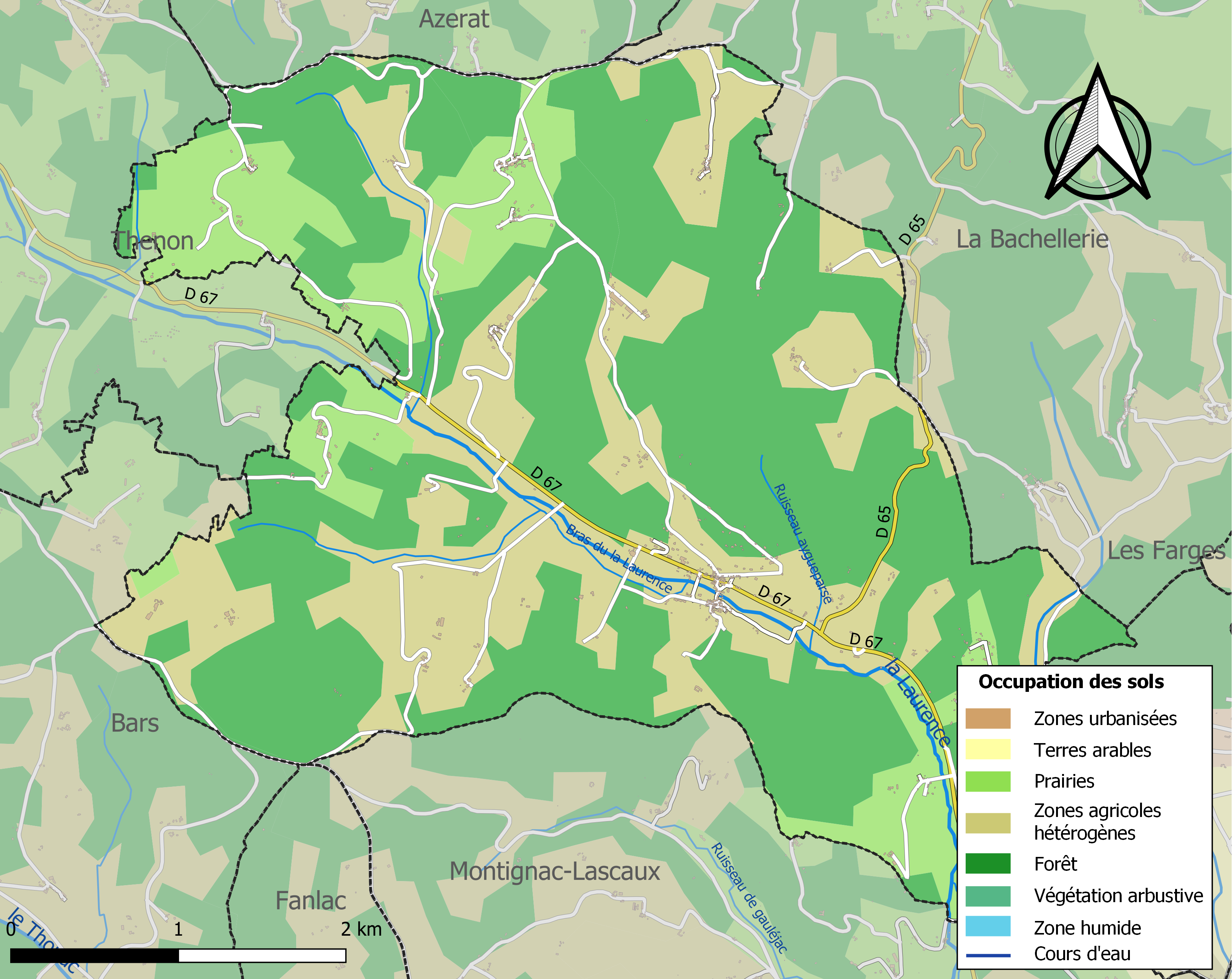
Kaart van de gemeente met de belangrijkste infrastructuur, bodemgebruik en omliggende gemeenten

## Demografie
Onderstaande figuur toont het verloop van het inwonertal (bron: INSEE-tellingen).